# الحب أبرد من الموت (فلم)
الحب أبرد من الموت (بالإنجليزية: Love Is Colder Than Death) (بالألمانية: Liebe ist kälter als der Tod) فيلم أبيض وأسود من ألمانيا الغربية صدر في عام 1969 من إخراج المخرج الألماني راينر فيرنر فاسبيندر.، وهو أول فيلم روائي طويل للمخرج. الفيلم يقدم قصة عصابات غير عادية، يظهر فيها قواد صغير فرانز، ممزق بين عشيقته وبرونو، العصابات التي أرسلتها النقابة بعده التي رفض الانضمام إليها. فاز المصور السينمائي ديتريش لومان والممثلون كفرقة بجائزة في حفل توزيع جوائز الأفلام الألمانية عام 1970.

## طاقم التمثيل
- أولي لوميل: في دور برونو
- راينر فيرنر فاسبيندر: في دور فرانز
- حنا شيغولا: في دور جوانا
- كاترين شاك: في دور سيدة
- ليز سويلنر: في دور بائعة الصحف
- جيزيلا أوتو: في دور عاهرة
- أورسولا ستراتز: في دور عاهرة
- مونيكا ستادلر: في دور نادلة
- هانز هيرشمولر: في دور بيتر
- ليز اورفيد: في دور جورج
- بير رابن: في دور يورجن
- هوارد جاينز: في دور راؤول
- بيتر مولاند: في دور محقق
- كورت راب: في دور مخبر المتجر
- بيتر بيرلينج: في دور بائع أسلحة
- أناستاسيوس كارالاس: في دور رجل تركي[5]

## أحداث الفيلم
هناك شاب يدعى (يمثل بدوره الممثل فرانز) يرفض الإنضمام إلى النقابة، حيث يلتقي ببلطجي شاب وسيم يدعى برونو (لوميل) ويعطيه عنوانه في ميونيخ. إنها شقة العاهرة جوانا (شيجولا)، حيث يعيش فرانز كقواد لها. يتلقى برونو أمر من النقابة بمتابعة فرانز وعند الذهاب إلى عنوانه يجد إنه انتقل إلى مكان آخر، لذلك يتجول في شوارع المدينة ويسأل البغايا إذا كن يعرفن من تدعى جوانا. في النهاية، يجد المكان الذي يختبئ فيه الاثنين، ويعرف أن فرانز يبحث عنه تركي لقتله شقيقه. يعرض برونو حل المشكلة، ويذهب الثلاثة إلى المقهى حيث يمكن العثور على التركي ويطلقون النار عليه، وأثناء مغادرتهم، يطلق برونو النار أيضًا على النادلة التي هي الشاهدة الوحيدة. تلقي الشرطة القبض على فرانز لإرتكابه عمليتي القتل، وأثناء احتجازه للإستجواب، تبدأ جوانا علاقة غرامية مع برونو. عندما يتم إطلاق سراح فرانز لعدم وجود دليل لدى الشرطة، يخطط الثلاثة لسرقة بنك، وعند تحركهم لتنفيذ الخطة، يظهر رجال شرطة يرتدون ملابس مدنية ويقتل برونو في تبادل لإطلاق النار بينما يفر فرانز وجوانا، التي تخبره في السيارة أنها أبلغت رجال الشرطة عن السرقة، ويسبها فرانز ويستمر في القيادة بينما يتحول لون الفيلم إلى اللون الأبيض.

## الإستقبال
كان الاستقبال الأولي سلبيا بشكل عام، حتى أن الفيلم تعرض لصيحات إستهجان في مهرجان برلين السينمائي التاسع عشر عام 1969م ، ولكن في السنوات التالية حصل الفيلم على تقدير جيد، حيث منح موقع الطماطم الفاسدة (بالإنجليزية: Rotten Tomatoes) تقدير 67% بناء على 9 تعليقات للنقاد.

## روابط خارجية
- مقالات تستعمل روابط فنية بلا صلة مع ويكي بيانات

https://www.imdb.com/title/tt0064588/ الحب أبرد من الموت (فيلم)
https://www.rottentomatoes.com/m/love_is_colder_than_death الحب أبرد من الموت (فيلم)